# كريستيان مارتينيز (لاعب كرة قدم)
كريستيان مارتينيز (بالإسبانية: Christian Martínez Cedillo)‏ (16 أكتوبر 1979 بمدينة مكسيكو في المكسيك - ) هو لاعب كرة قدم مكسيكي في مركز حراسة المرمى. شارك مع منتخب المكسيك لكرة القدم. أما مع النوادي، فقد لعب مع كلوب ليون ونادي أمريكا ونادي بويبلا ونادي تيكوس ونادي سان لويس ونادي مونتيري وIndios de Ciudad Juárez ‏.

## وصلات خارجية
- كريستيان مارتينيز على موقع قاعدة بيانات كرة القدم.إي يو (الإنجليزية)
- كريستيان مارتينيز على موقع ناشيونال فوتبول تيمز (الإنجليزية)
- كريستيان مارتينيز على موقع Soccerway.com (الإنجليزية)
- كريستيان مارتينيز على موقع AS.com (الإسبانية)